# Луговой Изран
 Луговой Изран  — деревня в Вятскополянском районе Кировской области в составе Слудского сельского поселения.

## География
Расположена недалеко от правого берега Вятки на расстоянии примерно 10 км по прямой на север от железнодорожного моста через Вятку в городе Вятские Поляны.

## История
Известна с 1748 года как деревня Луговая, вотчина Вятского Трифонова монастыря, в 1773 году 68 жителей, в 1802 18 дворов. В 1873 году здесь (деревня Луговой Изран) дворов 24 и жителей 163, в 1905 36 и 261, в 1926 45 и 250, в 1950 68 и 293, в 1989 40 жителей. 

## Население
Постоянное население составляло 37 человек (русские 92%) в 2002 году, 15 в 2010.